# Ciechanowiec
Ciechanowiec è un comune urbano-rurale polacco del distretto di Wysokie Mazowieckie, nel voivodato della Podlachia.
Ricopre una superficie di 201,46 km² e nel 2004 contava 9 557 abitanti.